# 三島村 (大阪府)
三島村（みしまむら）は、大阪府三島郡に属した村。現在の茨木市の南東部、阪急京都本線・総持寺駅の周辺にあたる。
現在の摂津市である三島町とは別の区域に所在した。

## 地理
- 河川：安威川、茨木川、柳川

## 歴史
- 1889年（明治22年）4月1日 - 町村制の施行により、島下郡西河原村・太田村・耳原村・田中村・戸伏村・中城村・総持寺村・島上郡鮎川村の区域をもって発足。
- 1896年（明治29年）4月1日 - 所属郡が三島郡に変更。
- 1948年（昭和23年）1月1日 - 茨木町・春日村・玉櫛村と合併して茨木市が発足。同日三島村廃止。

## 村域
現在の茨木市の町丁で東部の白川、鮎川、学園南町から花園、十日町、耳原にかけての地域、および山間部の飛び地の福井（安威村、福井村を挟む）からなった。

## 交通

### 鉄道路線
- 京阪神急行電鉄（現・阪急電鉄）
  - 京都本線
    - 総持寺駅

上記のほか、旧村域を鉄道省の東海道本線が通過したが、現JR西日本のJR総持寺駅は当時未開業。

### 道路
旧村域を名神高速道路が通過するが、当時は未開通。